# Strutturalismo (linguistica)
Per strutturalismo, si intende in linguistica la teoria e il metodo delle scuole e correnti elaborate sulla base teorica del linguista svizzero Ferdinand de Saussure. Il "Cours de linguistique générale" (1916) di Saussure si propone lo studio della lingua intesa come sistema autonomo e unitario di segni, dando rilievo primario al sistema (struttura) rispetto ai singoli elementi, all'asse della sincronia rispetto a quello della diacronia.
Lo strutturalismo, di tradizione e prospettiva positivistica storica, si è occupato dei valori e delle funzioni determinate dalle relazioni reciproche dei singoli elementi linguistici, considerati come parti di un ordinamento strutturale e di un insieme di fenomeni in continua interdipendenza e interazione.
Successivamente, in special modo in Francia durante gli anni sessanta, il metodo e le teorie dello strutturalismo linguistico sono stati estesi in ambito critico letterario e scientifico, con particolare riguardo all'antropologia, alla psicoanalisi, al marxismo e all'epistemologia.

## Storia
Lo strutturalismo linguistico iniziò con la pubblicazione postuma del Cours de linguistique générale di Ferdinand de Saussure nel 1916, che fu composto con gli appunti dei suoi studenti. Il libro fu alla base della nascita della moderna linguistica e semiotica. Prima di questa data, idee strutturaliste erano state espresse nel lavoro dello studioso tedesco Wilhelm von Humboldt (1767-1835), in particolare Über den Dualis (Sul duale, 1828) e Über die Verschiedenheit des menschlichen Sprachbaues (Una diversa costruzione di linguaggi umani, 1836), e nel lavoro d'inizio di Saussure: Mémoire sur le système des primitif voyelles dans les langues indo-européennes (Il sistema originale delle vocali nelle lingue indoeuropee, 1879).
Dopo Saussure la storia dello strutturalismo linguistico prese due direzioni, connotando in modo determinante le più importanti scuole linguistiche del XX secolo. In Europa Saussure influenzò la scuola del circolo di Praga (Pražský lingvistický kroužek) fondata da emigrati russi, a cui parteciparono Nikolaj Sergeevič Trubeckoj, Roman Jakobson, Vilém Mathesius e Jan Mukařovský, e quella del circolo di Copenaghen, detta glossematica e iniziata dal danese Louis Hjelmslev intorno al 1930, con John Rupert Firth. Negli Stati Uniti influenzò la corrente del distribuzionalismo nata nella metà degli anni trenta a opera di Leonard Bloomfield e successivamente elaborata da Zellig Harris.

## Lo strutturalismo nella critica artistica e letteraria
In particolare nella critica artistica e letteraria (si vedano ad esempio gli studi di Gérard Genette), è stata applicata la teoria e la prassi strutturalista che considera l'opera presa in esame (testo letterario, creazione pittorica o filmica) come un insieme organico scomponibile in elementi e unità, il cui valore funzionale è determinato dall'insieme dei rapporti fra ogni singolo livello dell'opera e tutti gli altri.